# Volcan sous-marin
Pour un article plus général, voir Volcan.

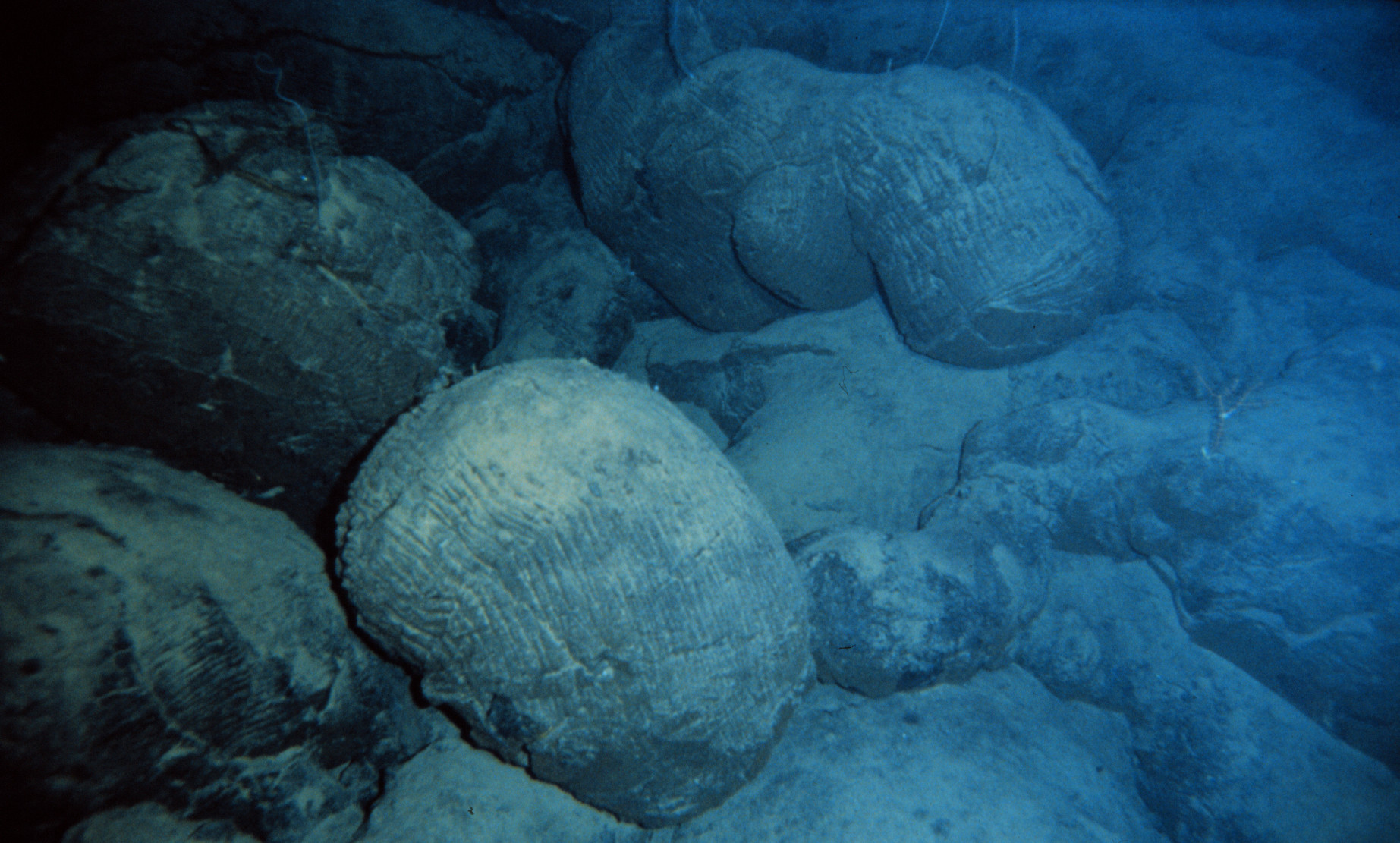
Pillow lavas formés par un volcan sous-marin à Hawaï.

Un volcan sous-marin est un type de volcan qui, par opposition au volcan terrestre, est immergé sous une mer ou un océan ; un volcan sous-lacustre n'entre par conséquent pas dans cette catégorie. Ils sont en majorité issus de fissures immergées de la croûte terrestre d'où jaillit du magma. Leurs caractéristiques diffèrent sensiblement des volcans aériens en raison de l'importance de la colonne d'eau sous laquelle ils se trouvent quand ils entrent en éruption.

## Aspects quantitatifs

Carte de répartition du volcanisme sur Terre dont sous-marin (traits rouges).

Les scientifiques de la NASA estiment que les volcans sous-marins sont près d'1,5 million, soit mille fois plus que les 1 500 volcans terrestres actifs, près de 75 000 de ces volcans s'élevant à un kilomètre au-dessus du plancher océanique. La grande majorité de ces volcans est située dans des zones où se déroule une activité tectonique, connues sous le nom de dorsales océaniques.
Bien que la plupart des volcans sous-marins soient situés dans les profondeurs des océans, certains existent aussi en eaux peu profondes et peuvent projeter des matériaux dans l'air pendant leur éruption.
On estime que les volcans sous-marins produisent environ 75 % de la quantité totale de magma produite chaque année.
Des cheminées hydrothermales, où l'activité biologique est importante se forment souvent près des volcans sous-marins.

## Caractéristiques
En raison de la pression sous laquelle la lave est émise et en raison du contact avec l'eau froide, ils présentent des caractéristiques particulières, notamment les volcans profonds. Plus la colonne d'eau est importante, plus elle modifie les caractéristiques des éruptions : 
- la conductivité thermique supérieure de l'eau va transformer le magma en verre beaucoup plus rapidement que lors d'une éruption terrestre. De plus, la pression sous l'eau peut atteindre plus de 250 fois la pression standard. Cela diminue de manière importante le phénomène de bouillonnement explosif et la réaction entre le magma et l'eau de mer. La réduction de la capacité explosive, ajoutée à la distance importante séparant les hydrophones, rend les volcans sous-marins difficiles à détecter.
- la lave formée par les volcans sous-marins est différente de la lave « terrestre ». Au contact avec l'eau de mer, une couche solide se forme autour de la lave. Ces « coussins » de lave ainsi formés sont appelés pillow lavas (pillow signifiant « oreiller » en anglais et lava signifiant « lave »).

## État des connaissances
Les scientifiques ont encore beaucoup à apprendre sur la situation et l'activité des volcans sous-marins.
L'Office of Ocean Exploration and Research (en) de la National Oceanic and Atmospheric Administration (NOAA) a récemment créé des missions pour explorer les volcans sous-marins. En utilisant des véhicules commandés à distance, les scientifiques étudient les éruptions sous-marines, les nappes de soufre fondues, les cheminées hydrothermales, la faune et la flore marine qui ont su s'adapter dans cet environnement hostile.

## Histoire

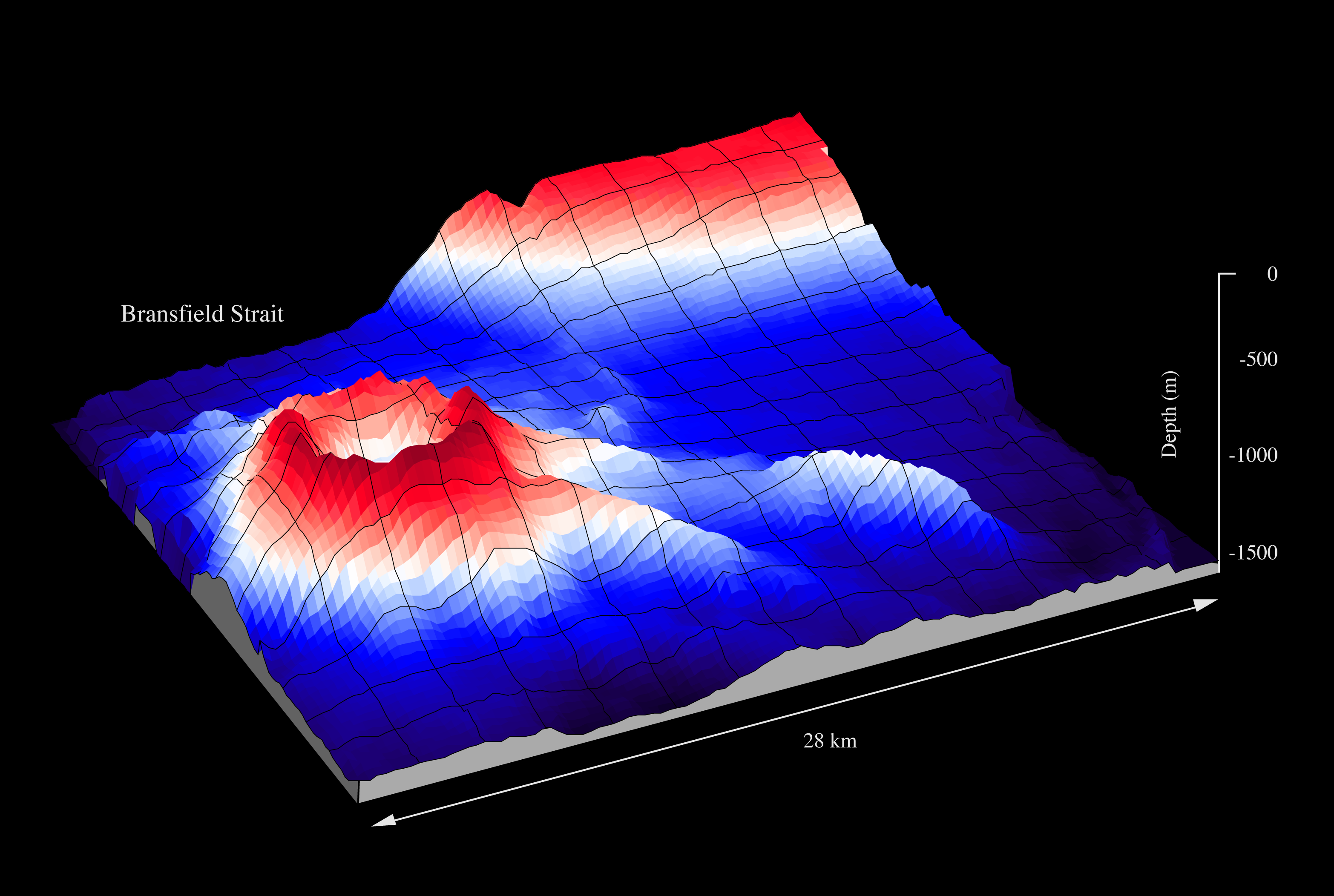
Modèle numérique de terrain en vue oblique d'un volcan sous-marin dans le détroit de Bransfield en Antarctique.

Le volcan sous-marin Kolumbo, situé dans la mer Égée, fut découvert en 1650 quand il entra en éruption et tua 70 personnes sur l'île de Santorin.
Le mont sous-marin Axial est situé sur la ride Juan de Fuca, dans l'océan  Pacifique, au large des côtes de l'Oregon. Sa dernière éruption a eu lieu en avril et mai 2015.
Le volcan Kulo Lasi a été découvert en 2010 par une équipe de scientifiques français embarquée sur le navire océanographique L'Atalante de l'Ifremer, à une centaine de kilomètres au sud-est de l'île de Futuna (Wallis-et-Futuna).
Le volcan massif endormi dit « plateau Tamu » dont la découverte a été publiée mi-2013 par une équipe américano-japonaise a été trouvé dans la chaine montagneuse sous-marine du plateau Chatsky (un plateau océanique rocheux long d'environ 900 kilomètres) ; à environ 1 500 kilomètres (soit l'équivalent surfacique des îles Britanniques), à l'est du Japon, dans l'océan Pacifique. C'est un volcan bouclier qui devient le plus grand volcan actuellement connu sur terre et sous la mer, avec un socle de 450 kilomètres sur 650 kilomètres et des pentes plutôt douces. Plus qu'un simple « mégavolcan », il serait apparu il y a 145 millions d'années et serait à ce jour l'un des plus grands de tout le système solaire, rivalisant presque (sauf en hauteur) avec le volcan martien Olympus Mons, autre volcan bouclier : le plateau Tamu mesure 3,5 kilomètres de hauteur (par rapport au fond marin qui est dans cette zone à environ 2 000 mètres sous la surface) et ses racines plongeraient à environ 30 kilomètres de profondeur dans la croûte terrestre.
Les analyses d'échantillons et de la structure du plateau Tamu récemment publiées laissent penser qu'il diffère des autres mégavolcans. Ces derniers (dont certains sont encore plus grands) sont en réalité constitués de plusieurs volcans associés apparaissant conjointement ou successivement lors de la dérive des plaques au-dessus d'un point chaud, mais le plateau Tamu ne serait constitué que d'une seule structure éruptive ; selon le journal Nature Geoscience, il s'agirait peut-être du créateur d'un vaste plateau océanique, qui se serait formé à partir d'un seul jet continu de roches en fusion ; continu durant plusieurs millions d'années au début du Crétacé.
D'autres volcans de ce type pourrait en réalité exister, notamment dans le plateau océanique Ontong Java (OJP) à l'est des îles Salomon, plateau dont les roches ont une composition qui évoque celle du plateau Tamu.